# Osama Akharraz
Osama Akharraz, né le 26 novembre 1990 à Copenhague au Danemark, est un footballeur danois. Il évolue au FC Helsingør au poste d'ailier gauche.

## Biographie
Osama Akharraz joue son premier match professionnel en faveur du Brøndby IF le 30 octobre 2008, contre Holstebro Boldklub lors d'un match de Coupe du Danemark. Début janvier 2009, il accepte une prolongation de contrat avec le club et se voit promu en équipe première.
Il fait ses débuts en championnat pour le Brøndby IF le 17 avril 2011, lors d'une défaite 2:1 à domicile contre l'Aalborg BK. Le 4 août 2011, il marque deux buts contre le SV Ried lors du 3e qualification pour la Ligue Europa. Faute de temps de jeu suffisant, Akharraz quitte le club en janvier 2012.
Le 1er janvier 2012, Akharraz signe à l'AGF Aarhus. Après quelques problèmes d'adaptation dans l'équipe, il réalise de meilleures performances au printemps 2012. Lors d'un match à domicile contre son ancien club, il marque un doublé lors d'une victoire 5-1.
Après une défaite contre SønderjyskE en avril 2012, Akharraz créé la polémique en insultant les arbitres danois sur son compte Twitter. 
En janvier 2013, Akharraz est renvoyé chez lui après une séance d'entraînement, après avoir montré à plusieurs reprises son mécontentement. Selon les médias, Akharraz était en colère contre le préparateur physique, Lars Rasmussen, qui voulait voir plus de rythme de la part de l'ailier. En mars 2013, Akharraz poste sur son compte Twitter, qu'il ne se sentait pas apprécié par l'AGF Aarhus. Ce poste donne lieu à une rencontre avec le club au sujet de son comportement sur les médias sociaux. Plus tard le même jour, il s'est excusé pour son poste en citant "un moment de frustration".
En février 2014, Akharraz annonce son intention de quitter le club lors du mercato estival. Le 1er septembre 2014, l'AGF Aarhus annonce la résiliation du contrat de l'ailier. Finalement, le bilan d'Akharraz avec Aarhus s'élève à 15 buts en première division.
Le 29 janvier 2015, le FC Vestsjælland annonce la signature d'Akharraz après des tests réussis. Cependant, Akharraz a d'autres projets et quitte le club après seulement 6 mois. Akharraz signe alors un contrat de six mois avec le Viborg FF le 19 septembre 2015. Le contrat est prolongé de deux ans en décembre 2015.
En avril 2016, Akharraz souffre d'une lésion du ligament croisé antérieur du genou gauche, ce qui l'exclut des terrains pendant un an. Le jour de la date limite des transferts du mercato estival, Viborg annonce que le contrat d'Akharraz est résilié d'un commun accord, parce que le joueur voulait retourner dans sa famille à Copenhague.